# Aufstockung (Architektur)

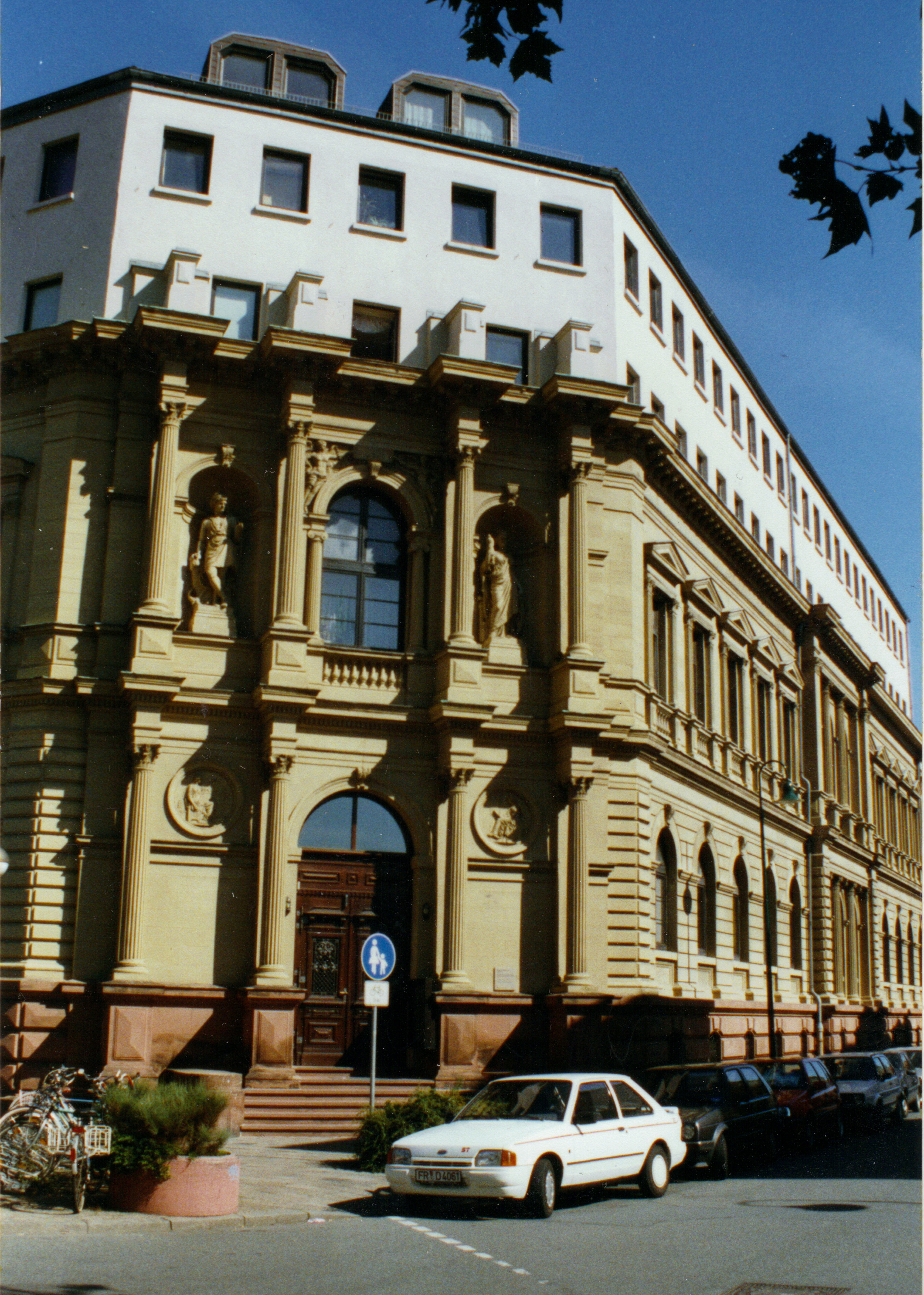
Aufstockung eines ehemaligen Bankgebäudes in Darmstadt

Als Aufstockung (auch Aufsattelung) bezeichnet man im Bauwesen die Hinzufügung eines oder mehrerer zusätzlicher Stockwerke beziehungsweise Vollgeschosse auf ein schon bestehendes Gebäude. Im Unterschied zum Dachgeschossausbau geht es dabei nicht um den Innenausbau eines bereits vorhandenen Dachraumes innerhalb der Kubatur eines Gebäudes, sondern um eine Erhöhung. Es wird zusätzlicher Raum geschaffen und die Bruttogrundfläche des Gebäudes wird erhöht, ohne dass weitere Flächen überbaut werden müssten (Flächenversiegelung).
Aufstockungen sind kennzeichnend für Situationen wachsenden Bebauungsdruckes, etwa als Folge der Bevölkerungszunahme mauerumgürteter Städte oder in städtebaulichen Gunstlagen. Der Wandel des Stadtbildes von giebelständiger zu traufständiger Bebauung in den Großstädten des 17. und 18. Jahrhunderts (etwa in Paris und Wien) war wesentlich das Produkt von Aufstockungen.
Aufstockungen können Fragen der Statik und des Brandschutzes aber auch der Ortsbildpflege und des Denkmalschutzes aufwerfen. In Diskussion steht dabei häufig, ob die Gestaltung der des Bestandes entsprechen soll oder eine zeitgenössische Architektursprache gewählt werden soll.